# Heerweger Moor und Quellbereiche der Ritterhuder Beeke
Das Heerweger Moor und Quellbereiche der Ritterhude Beeke ist ein Naturschutzgebiet in den Gemarkungen Lesumstotel und Ritterhude der Gemeinde Ritterhude, Landkreis Osterholz, Niedersachsen.

## Naturschutzgebiet
Mit Verordnung vom 26. April 1991 hat die ehemalige Bezirksregierung Lüneburg diesen 80 ha großen Bereich unter Schutz gestellt. Das Gebiet, das westlich der Ortschaft Ritterhude und südöstlich von Lesumstotel liegt, gehört zur naturräumlichen Region Wesermünder Geest und trägt das statistische Kennzeichen NSG LÜ 188.
Laut der Bezirksregierung Lüneburg erfolgte die Unterschutzstellung „zur Erhaltung und Entwicklung der besonderen Eigenart einer Grundmoränenlandschaft mit in den Niederungen stark vom Grundwasser beeinflussten Böden als Teil der Osterholz-Scharmbecker Lehmgeest mit ihren charakteristischen Biotoptypen und Pflanzen- und Tierarten“.

## Natur
Das Naturschutzgebiet umfasst unter anderem vier Quellarme der Ritterhuder Beeke. Deswegen ist es in seinem Umriss zergliedert. Da die Bäche sich in den Untergrund einschnitten und das Gelände modellierten, wechseln die Boden- und Wasserverhältnisse kleinräumig. Aufgrund der Bodenverhältnisse mit Lehm- und Tonschichten tritt das Niederschlagswasser aus der Umgebung in den Talhängen als Sickerquellen wieder zu Tage. In der Talaue hat sich demzufolge eine Torfschicht mit einer Mächtigkeit von bis zu einem Meter gebildet.
Im letzten Jahrhundert wurde das Gebiet teilweise landwirtschaftlich kultiviert und heute etwa zur Hälfte landwirtschaftlich durch Beweidung genutzt. Durch Hecken und Gebüsche ist das Landschaftsbild reich gegliedert.

## Pflanzen- und Tierwelt
Im Naturschutzgebiet kommt eine Vielzahl an feuchte Standortbedingungen angepasste Pflanzenarten vor, wie z. B. das Breitblättrige Knabenkraut, die Sumpf-Dotterblume und das Wechselblättrige Milzkraut. Erwähnenswert sind auch die Vorkommen von Schlangenknöterich und Fieberklee.
Bemerkenswerte Vogelarten, die hier vorkommen, sind z. B. Rebhuhn, Sperber, Eisvogel und Grünspecht. Graureiher benutzen das Gebiet zur Nahrungssuche. In den Gewässern des Gebietes finden Amphibienarten wie Erdkröte, Grasfrosch und Teichmolch Laichplätze. Insekten wie Schmetterlinge und Heuschrecken wird ebenfalls ein geeigneter Lebensraum geboten, z. B. kommt die gefährdete Sumpfschrecke vor.

## Andere Schutzgebiete, Betreuung
In der Nähe befindet sich das Naturschutzgebiet LÜ 161 „Obere Ihleniederung“. Bei der Betreuung des Naturschutzgebietes wirkt die Biologische Station Osterholz mit.